# Havasalja
Havasalja (ukránul: Тибава, magyar átírásban Tibava) falu Ukrajnában, Kárpátalján, a Munkácsi járásban.

## Fekvése
Szolyvától 11 km-re keletre, a Szvaljavka folyó mentén fekvő település.

## Nevének eredete
Az elsődleges Tibafalva név a Tiba személy- [1204: Tyba(ÁrpSzt. 752)] vagy családnévnek [1327: petrus Tyba (ZichyOkm. 1: 296,
Kázmér 1993: 1064)] és a birtokos személyjeles falu főnévnek az összetételével keletkezett. Az újabb Tibavahelységnév ruszin eredetű, egyTibava vesь ’Tiba faluja’ szerkezetből önállósodott, és valószínűleg párhuzamos névadással jött létre. A ruszin név alakosság elszlávosodásával már a 17. században kiszorította a magyaralakot
. A 18. században két szomszédos település viselte a Tibava nevet, a megkülönböztető szerepű Nagy- előtag Kistibava nevének előtagjával állt korrelációban. Kistibava 1889-ben egyesült a szomszédos Kismartinkával(Mező 1999: 240). A magyar Havasalja
névváltozat 1903-ban jött létre, arra utalt, hogy a falu a havasok lábánál fekszik. A 17. század első
feléből adatolt Busnica név azzal magyarázható, hogy Rákóczi Zsigmond 1592-ben adott kenézséget Czibar Mihálynak és Bobaly Jánosnak, hogy a falut, melynek neve Vusnica legyen, külső jobbágyokkal vagy lengyelországi jövevényekkel megnépesítsék . Ez azt bizonyítja, hogy a helység a 16. század végén elpusztulhatott, 1649-ben azonban már újra népestelepülés. Új lakói a történelmi nevet vitték tovább, s a Vusnica~Busnica név eltűnt a használatból. A hivatalos ukrán
Тибава a történelmi ruszin név átvétele.

## Története
Nevét 1468-ban Thybafalwa néven említették először (ComBer. 154).
Későbbi névváltozatai: 1610-ben Buznicza, 1630-ban Tiboua (Conscr. Port.), 1645-ben Busnicza al. Tibova, 1773-ban Nagy Tibava, Welika Tibawa (LexLoc. 54), 1808-ban Tibava (Nagy-), Tybawa (Welká-), 1851-ben Tibava (Kis és Nagy), 1877-ben Tibava (Nagy-), Velika-Tibava (Hnt.), 1913-ban Havasalja (Hnt.), 1925-ben Tibava, 1930-ban Tybava (ComBer. 154), 1944-ben Nagytibava, Велика Тибава (Hnt.), 1983-ban Тибава (ZO).
1592-ben Rákóczi Zsigmond kenézséget adott Czibar Mihálynak és Bobaly Jánosnak, azzal a kikötéssel, hogy az itt alapított falu neve Vusnica legyen, és azt "külső jobbágyokkal vagy lengyelországi jövevényekkel megnépesítsék be" (Lehoczky 3: 262-3).
A trianoni békeszerződés előtt Bereg vármegye Szolyvai járásához tartozott.
1910-ben 586 lakosából 6 magyar, 20 német, 560 ruszin volt. Ebből 568 görögkatolikus, 18 izraelita volt.

## Népesség
Lakossága a 2001-es népszámlálás idején 923 fő volt.

## Ismert személyek
Ott született:
- Jurij Ivanovics Venyelin (1802−1839) történész és etnográfus
- Andrej Vasziljevics Karabeles költő és pedagógus